# IPod
iPod (укр. айПод) — це торговельна марка портативних медіаплеєрів* компанії Apple Inc., яку було випущено у продаж 23 жовтня 2001 року. Станом на 2008 рік у серії випускалися чотири різновиди програвачів: iPod Shuffle без екрана, iPod Nano з підтримкою відео, iPod Classic із жорстким диском та iPod Touch із сенсорним екраном. Іноді до серії iPod зараховують смартфон iPhone, але це суперечливий підхід. Базовими плеєрами у серії були iPod Mini та iPod Photo. Усі плеєри як носій даних використовують флеш-пам'ять, що забезпечує їхній малий розмір. Винятком є iPod Classic, який зберігає інформацію на жорсткому диску. Як багато інших плеєрів, iPod (за винятком iPod Touch) можна використовувати як зовнішній USB-накопичувач.
Для обміну даними між плеєром та комп'ютером під операційними системами Windows або MacOS використовується медіапрогравач iTunes. Для користувачів, які не використовують програмне забезпечення Apple, існує багато аналогів iTunes, деякі з них безкоштовні. Ці програми дозволяють синхронізувати музику, відео, фотографії, контакти, календарі, адреси електронної пошти, закладки Інтернет-сторінок та ігри для відповідних моделей плеєрів.
Apple працює над унікальним зовнішнім дизайном та зручним інтерфейсом своїх плеєрів більше, аніж над їхніми технічними характеристиками. Станом на вересень 2007 року продано понад 150 млн копій плеєрів по всьому світу, що робить iPod найуспішнішим медіаплеєром за всю історію.
*Лінійка IPod touch відноситься більше до портативного компютера але з усіма функціями своїх молодших моделей

## Історія та дизайн
Своїм корінням iPod відходить до часів, коли Apple почала виходити на ринок програмного забезпечення для персональних цифрових пристроїв. Цифрові фотокамери, камкордери (відеокамери) та органайзери добре продавалися і були головним продуктом на ринках. Проте, Apple сфокусувала свою роботу саме у секторі персональних медіаплеєрів, оскільки на той час вони були «або великими та незграбними, або маленькими та бездіяльними» та із «неймовірно страшним» інтерфейсом користувача. За наказом головного директора компанії Стіва Джобса, головний інженер Джон Рубінштейн зібрав команду конструкторів для створення дизайну iPod, включно з інженерами технічного забезпечення Тоні Фейделлом, Майклом Дьюї, та дизайнером Джонатаном Айвом. Менш ніж за рік концепт було розроблено, і вже 23 жовтня 2001 року Джобс презентував iPod як сумісний із Макінтошем пристрій з жорстким диском на 5 Гб, який вміщав «1000 пісень у вашій кишені».
Не типовим для Apple було використання технологій PortalPlayer на базі архітектури ARM. Платформа працювала під управлінням простого програмного забезпечення у мікроядрі встановленої операційної системи. До співпраці з Apple технології PortalPlayer використовувалися у mp3-плеєрах IBM із навушниками, які зв'язувалися з пристроєм за допомогою Bluetooth. Згодом Apple підписала контракт з компанією Pixo для допомоги у розробці інтерфейсу користувача під прямим наглядом Стіва Джобса. В ході робіт покращувався вигляд ПЗ та його сприйняття. Починаючи з iPod Mini, шрифт Chicago замінили на Espy Sans. Згодом і його змінили на Podium Sans, який схожий на фірмовий шрифт Apple Myriad. З появою кольорових екранів плеєри запозичили деякі елементи дизайну Mac OS X — зокрема індикатори виконання у стилі Aqua, присутні елементи, виконані у стилі обробленого металу. У 2007 році було змінено дизайн всієї серії плеєрів. У шостого покоління iPod Classic та третього покоління iPod Nano шрифт замінили на Helvetica, а екран меню розбили на дві частини: зліва з пунктами меню, а права з переглядом вмісту категорії (обкладинки, фотографії, кадри з відео або іконки).
У вересні 2008 року Apple виграла судову справу у патентної холдингової компанії Burst.com щодо винаходу дизайну зовнішнього вигляду плеєра. Ще Кевін Крамер у 1979 році запатентував ідею «пластикової музичної коробки», яку він назвав IXI. У 1988 році він не мав можливості інвестувати приблизно 60 000 фунтів стерлінгів, щоб відновити патент у 120 країнах світу, тому права Крамера на цей патент були не дійсними. Між компанією та винахідником ведуться перемовини щодо розміру компенсацій за використання його винаходу. Наразі Крамер отримав виплату лише за свої консультаційні послуги.

### Торговельна марка
Назву iPod запропонував вільний копірайтер Вінні Чіко, який працював разом з групою спеціалістів Apple, що займалися представленням нового продукту публіці. Коли копірайтер побачив прототип пристрою, то йому спала на думку фраза з фільму «Космічна одіссея 2001 року»: «Відчини шлюз, HAL!» (англ. Open the pod bay door, Hal!), яка стосувалася білої рятівної капсули EVA Pod зорельота Discovery One. Проте, така торговельна марка вже була зареєстрована. Джозеф Ґрессо з Нью-Джерсі подав на реєстрацію торговельну марку iPod у Національне патентне бюро США у липні 2000 року для інформаційних кіосків. Перші такі кіоски були продемонстровані у березні 1998 року в Нью-Джерсі, а їхнє комерційне використання розпочалося з січня 2000 року, але припинилося у 2001 році. Торговельна марка була зареєстрована у листопаді 2003 року, і у 2005 році Ґрессо передав його до Apple Inc.

## Програмне забезпечення
Серія плеєрів iPod підтримує декілька звукових форматів, зокрема MP3, AAC/M4A, Захищений AAC, AIFF, WAV, Apple Lossless та аудіокниги Audible. iPod Photo показував зображення форматів JPEG, BMP, GIF, TIFF, та PNG. Шосте покоління iPod Classic та третє покоління iPod Nano можуть програвати відео форматів MPEG-4 (H.264/MPEG-4 AVC) та відеоформати QuickTime з обмеженнями бітрейту. Спочатку програмне забезпечення для плеєрів працювало виключно з Mac OS. Підтримка операційних систем Microsoft Windows з'явилася з другим поколінням плеєрів. На відміну від інших пристроїв, у iPod немає підтримки звукового формату Microsoft WMA. Проте, конвертер для цього формату без технічних засобів захисту авторських прав входить до iTunes для Windows. Файли, закодовані у MIDI також не відтворюються програвачем. Але вони також можуть бути перетвореними до таких, що підтримуються за допомогою iTunes. Альтернативні вільні аудіоформати, такі як Ogg Vorbis та FLAC, не підтримуються взагалі, хіба що встановити на iPod додаткове програмне забезпечення (наприклад, Rockbox).

## Моделі

### iPod 1G
iPod першого покоління мав вбудований жорсткий диск 5 ГБ.
Ціна моделі у США була $399, що порівняно досить дорого. Хоча якщо зважити, що плеєри на флеш пам'яті у 2001 році вважалися чимось більш абстрактним ніж реальним, зважаючи на дорожнечу самої флеш пам'яті, то очевидним стає той факт, що ще у 2001 році рішення Apple не було таким несподіваним як здавалося.
У березні 2002 представлений iPod 10 GB за ціною $499. У липні того ж року представлений iPod 20 GB за ціною $499 (при чому ціна на перші дві моделі знизилися на $100).

### iPod 2G
Однією з найголовніших відмінностей iPod другого покоління стала заміна рухомого механічного коліщатка на сенсорне, при цьому кнопка вибору в центрі все ще залишалася механічною. Іншою важливою можливістю стала можливість приєднувати зовнішні апаратні додатки, першим з яких став пульт дистанційного керування.

### iPod 3G
28 квітня 2003 року представлений iPod третього покоління. Перш за все змінився зовнішній вигляд плеєра, він став помітно тоншим з закругленими краями, також зменшилася маса пристрою.
Модельний ряд iPod складався з моделей 15 GB, 20 GB, 30 GB та 40 GB. У iPod третього покоління всі кнопки керування стали сенсорними. Чотири функціональні кнопки розміщені вище колеса прокручування.
Починаючи з третього покоління Apple перестала випускати окремі версії iPod для Macintosh і для Windows. Замість цього поставлялася версія iPod із диском, форматованим для Macintosh, та CD-диском, на якому була утиліта, що давала змогу переформатувати iPod для використання з Windows. Також з'явилася можливість приєднувати iPod використовуючи USB (версії 2.0), причому USB-кабель у поставку не входив і продавався окремо.

### iPod mini
У січні 2004 року Apple представила iPod mini з твердим диском 4 GB за ціною $249.
У iPod mini вперше всі кнопки управління на панелі плеєра переміщені безпосередньо на коліщатко прокручування. Така конструкція дістала назву Click Wheel.
Вперше можна було вибрати iPod з доступних 5 кольорових варіантів.

### iPod 4G
У липні 2004 року Apple представила iPod четвертого покоління. Зовнішньою відмінністю від попередніх моделей стала наявність Click Wheel, такої конструкції як і у iPod mini. iPod 4G став помітно тоншим (приблизно на 2 мм) і здатний зарядити батарею через USB з'єднання.
Щодо економічної сторони нової моделі, то ціни на неї нічим не відрізнялися за ціни на старші моделі. iPod 4G 20 GB коштував $299, 40 GB — $399.
Вперше у модельному ряді iPod Apple добилася значних результатів покращення та тривалості роботи акумулятора. Нова підсистема живлення могла працювати до 12 годин. FireWire та USB кабелі включені у поставку.

### iPod Photo
iPod photo — перший iPod з кольоровим дисплеєм. Найголовнішою додатковою функціональністю стала можливість перегляду власного цифрового фотоальбому на екрані програвача.

### iPod U2 Edition
Представлений разом з iPod photo, iPod U2 Edition відрізнявся від інших моделей дизайном, а також тим, що на диск програвача вже записано усі альбоми U2.
Модель виконана у чорному корпусі із червоним Click Wheel. На хромованому звороті корпусу розміщені чотири автографи учасників U2.
Загалом, iPod U2 Edition це звичайний iPod четвертого покоління. Єдині відмінності містилися лише в маркетинговій стратегії розповсюдження програвачів.

### iPod Shuffle
iPod Shuffle перший iPod з накопичувачем на flash пам'яті. Програвач став першим у світі програвачем такого класу, що міг програвати музику у форматі AAC. iPod Shuffle представлений у двох моделях і досі жодного разу не оновлювався. Обсяг пам'яті — 512 MB та 1 GB відповідно. Назва Shuffle походить від англійського «змішувати (перемішувати)». Оскільки iPod Shuffle не має дисплею, то окрім стандартних кнопок play/pause, back, forward, volume up та volume down на його зворотній стороні розміщений перемикач на 3 позиції, який встановлює параметри програвання композицій: за порядком, повтор та в перемішування (shuffle).
Ціна програвача становила $99 за молодшу модель.

### iPod nano
iPod nano представлений у вересні 2005 року став найменшою за всю історію iPod моделлю з кольоровим дисплеєм.
Ємності акумулятора вистачає на 14 годин роботи пристрою.
iPod nano прийшов на заміну iPod mini, адже доступний обсяг пам'яті майже нічим не поступається аналогу. Накопичувач виконано на flash пам'яті, що обіцяє захистити програвач від впливу механічних пошкоджень.
iPod nano пропонується у двох варіантах з обсягом пам'яті 2GB та 4 GB за цінами $199 та $249 відповідно.
Серед недоліків пристрою найбільшим і найпомітнішим була дуже низька якість захисного пластику дисплею. Проблема полягала у тому, що на корпусі iPod nano дуже легко з'являлися подряпини та інші механічні пошкодження, які неможливо усунути. Цей дефект став причиною численних судових позовів та масових відкликів уже проданих моделей.

### iPod 5G (video)
У кінці жовтня 2005 року Apple Computer представила п'яте покоління програвачів iPod з можливістю програвання відео.
iPod 5G доступний у чорному та білому кольорових виконаннях. Товщина корпусу досягла рекордних показників і тепер становить 10 мм.
Для того, щоб програвати відео на новому iPod необхідно суворо дотримуватися рекомендацій Apple щодо форматів файлів та розміру відео.

### iPod Touch
iPod Touch, по праву займає особливе місце як портативний комп'ютер з багатими можливостями медіа пристрою. Випущений в 2007 році.
iPod Touch вирізняється своєю мультимедійною платформою, яка дозволяє насолоджуватися високоякісними музичними композиціями, фільмами, іграми та іншими розвагами. Це робить його привабливим медіа пристроєм для розваг та розвитку особистості.
Однак iPod Touch також вражає своїм функціоналом портативного комп'ютера. Завдяки потужному процесору та великій пам'яті, він здатний виконувати різноманітні завдання, включаючи перегляд веб-сторінок, редагування документів та використання різноманітних програм. Це робить його універсальним пристроєм, що задовольняє потреби користувачів у повсякденному житті. Його можна назвати компактним IPad.

## Патенти
Заявка на патент програмного інтерфейсу iPod, в якій як винахідники значаться Джеф Роббін (Jeff Robbin, керівник розробок програмного забезпечення iPod) і Стів Джобс, була остаточно відхилена американським Бюро патентів та торгових марок. Причиною цього став патент Джона Платта (John Platt), під назвою AutoDJ, отриманий за п'ять місяців до того, як Apple подала свою заявку в травні 2002 року.
Патент описує винахід Платта як систему або метод, що «генерує підбірки для мультимедійної бібліотеки шляхом відбору множини первинних елементів, серед яких щонайменше один є небажаним», що цікавим чином збігається з принципом роботи програмного інтерфейсу iPod. А сама робота, яку запатентував Платт, носить назву «Вивчення гаусових процесів перед автоматичним генеруванням музичних підбірок» (Learning a Gaussian Process Prior for Automatically Generating Music Playlists), написана у Microsoft Research.